# Krišjānis Barons

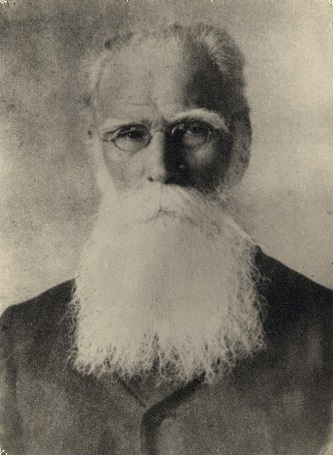
Krišjānis Barons, Foto aus dem Jahr 1910

Krišjānis Barons (* 19. Oktoberjul. / 31. Oktober 1835greg. in Strutteln, Gouvernement Kurland; † 8. März 1923 in Rīga) war ein lettischer Volkskundler, Schriftsteller und Philologe. In Lettland wird er als „Vater der Dainas“ (lett.: „Dainu tēvs“) verehrt.

## Leben
Krišjānis Barons wurde als jüngstes von acht Kindern des Gutsverwalters Juris Barons (1796–1843) und seiner Frau Eņģele Barone (geb. Brikšķe, 1793–1884) in Strutteln im russländischen Gouvernement Kurland geboren. Als er sieben Jahre alt war, starb sein Vater. Krišjānis wuchs bei seiner älteren Schwester Kristīne auf, deren Ehemann ebenfalls Gutsverwalter war, zunächst in Dundaga (deutsch: Dondangen, Gut Dundagas Vecmuiža), danach im benachbarten Valpene (Gut Valpenes mazā muiža). In der Volksschule in Kubele bei Dundaga war der Dichter Ernests Dinsbergs (1816–1902) sein Lehrer, der später, als Barons lettische Volkslieder zusammenzutragen begann, ein wichtiger Mitstreiter und Gewährsmann wurde.
Krišjānis Barons besuchte die Mittelschule in Windau/Ventspils (1848–1851) und die Academia Petrina in Mitau (1852–1855). Danach studierte Barons von 1856 bis 1860 Mathematik und Astronomie an der Kaiserlichen Universität Dorpat, wo er Krišjānis Valdemārs kennenlernte und sich der Bewegung der Jungletten (lett. Jaunlatvieši) anschloss. Barons’ Beobachtungen während seiner Wanderungen von Dorpat ins heimatliche Dundaga flossen in seine 1859 erschienene erste Buchveröffentlichung ein: Mūsu tēvzemes aprakstīšana un daži pielikumi īsumā saņemti (Beschreibung unseres Vaterlandes und einige Beilagen[,] in Kürze gefasst), von Barons selbst als grāmatiņa priekš skolām un mājām (Büchlein für Schule und Haus) bezeichnet.
Vor dem Examen musste Barons sein Studium aus finanziellen Gründen abbrechen. Nach zwei im heimatlichen Dundaga verbrachten Jahren ging Barons 1862 nach St. Petersburg, um dort auf Empfehlung von Juris Alunāns als Redakteur der lettischen Wochenzeitung Pēterburgas Avīzes zu arbeiten – bis zu deren Verbot durch die russische Zensur im Jahre 1865. Ebenfalls 1865 heiratete er Dārta Rudzīte (1838–1914), und noch im selben Jahr kam ihr Sohn Kārlis (1865–1944) zur Welt.
Von 1867 bis 1880 war Barons als Hauslehrer der Familie Stankewitsch tätig, die die Sommer auf ihren Gütern im Gouvernement Woronesch verbrachte, die Winter hingegen in Moskau. Von 1880 bis zu seiner Übersiedlung nach Riga im Jahre 1893 wirkte Barons als Deutschlehrer an einem Moskauer Gymnasium.

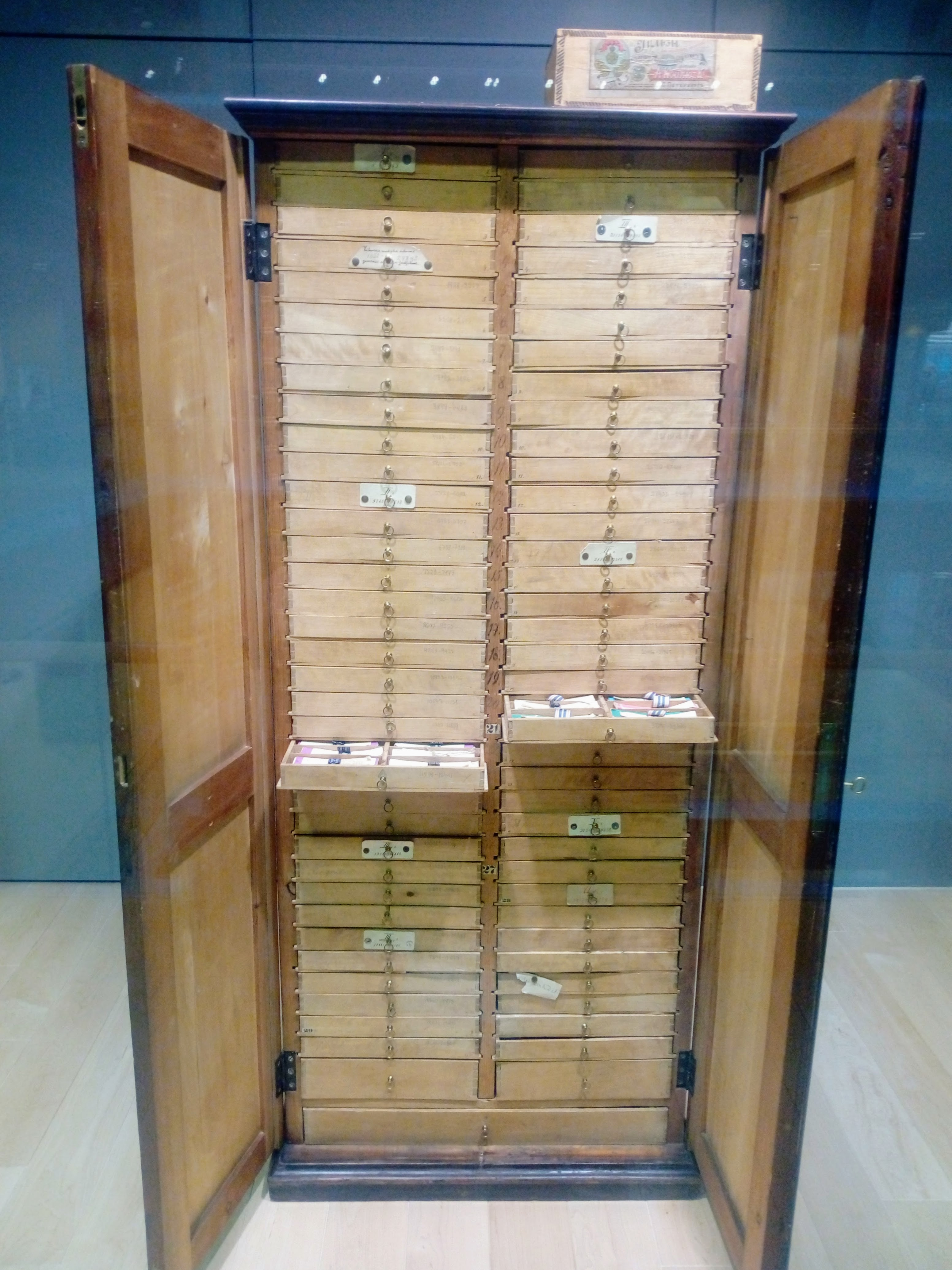
Der ursprüngliche Daina-Schrank in der Lettische Nationalbibliothek

Bereits 1878 begann Barons, lettische Volkslieder zu sammeln und zu systematisieren. Er archivierte die Zettel, auf denen er je eine Daina notierte, in einem von ihm selbst für diesen Zweck entworfenen und von einem deutschen Schreiner in Moskau gefertigten Schrank. Dieser „Daina-Schrank“ (Dainu skapis) gilt den Letten bis heute als eine Art Nationalheiligtum; 2001 nahm ihn die UNESCO in die Liste des Weltdokumentenerbes auf. 1894 erschien in Jelgava der erste Band von Barons’ Opus magnum: Latvju dainas (damalige Schreibweise: Latwju dainas). Der bis dahin gebräuchliche Begriff tautas dziesmas (Volkslieder) erschien für die Buchausgabe zum einen zu schlicht und zum anderen zu sperrig; auf Anregung des als Mitherausgeber figurierenden „Finanzmanagers“ Henrijs Visendorfs entschied sich Barons für die – zunächst durchaus nicht unumstrittene – Einlettischung des litauischen Begriffs dainos. Bis 1915 erschienen sechs Bände (in acht Teilbänden) mit insgesamt 217.996 Dainas, davon rund 36.000 „Stammlieder“ nebst rund 182.000 Varianten. Barons’ Sammlung stellt „aufgrund ihres riesigen Materials und der exakten Angabe über die Herkunft der einzelnen Lieder ein Jahrhundertwerk der lettischen Volksliedforschung von unschätzbarem Wert dar“.
In seinen letzten Lebensjahren erforschte Barons vor allem die Poetik und die Sprache der Dainas, bereitete auf Anregung des Bildungsministeriums der jungen Republik Lettland eine „Auslese lettischer Dainas“ (Latvju dainu izlase) vor und schrieb, unterstützt von seiner Schwiegertochter Līna Barona (1872–1932), an seinen Lebenserinnerungen (Atmiņas), die ein Jahr nach seinem Tod erschienen.

## Nachleben und Ehrungen

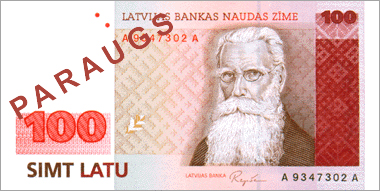
Krišjānis Barons auf der von 1992 bis 2013 umlaufenden 100-Lats-Note

- Die Straße, in der Barons von 1919 bis zu seinem Tod wohnte (bei der Familie seines Sohnes, des Zahnarztes Kārlis Barons), heißt seit 1923 Krišjāņa Barona iela (Krišjānis-Barons-Straße; bis 1917: Suworow-Straße).
- In der Wohnung, in der er seine letzten Lebensjahre verbrachte (Krišjāņa Barona iela 3, Wohnung Nr. 5), wurde 1985, anlässlich seines 150. Geburtstages, das Krišjānis-Barons-Museum eingerichtet. Es dokumentiert sein Leben und seine volkskundliche und literarische Leistung.
- An der zur Krišjāņa Barona iela gelegenen Seite des Wöhrmannschen Garten („Vērmanes dārzs“) im Zentrum Rigas erinnert ein Denkmal an Barons.
- Ein weiteres bekanntes Denkmal befindet sich auf dem „Daina-Berg“ (lett.: Dainu kalns) in Sigulda.[15]
- Die 100-Lats-Note der Latvijas Banka zeigte Krišjānis Barons, und zwar als einzige Persönlichkeit, die nach der Wiederherstellung der lettischen Unabhängigkeit 1990/1991 auf einer Banknote abgebildet wurde. Zudem war er auf einer silbernen Gedenkmünze der Serie „Menschen“ dargestellt.[16]
- Der 1977 von Nikolai Stepanowitsch Tschernych entdeckte Asteroid (3233) Krišbarons wurde Krišjānis Barons zu Ehren benannt.[17]

## Film
- Der lettische Liederschrank von Ulla Lachauer (1998), Dokumentarfilm in der Reihe Rückblende des WDR.